# Primăria Municipiului Sighișoara
Primăria Municipiului Sighișoara este un monument istoric aflat pe teritoriul municipiului Sighișoara.

## Galerie

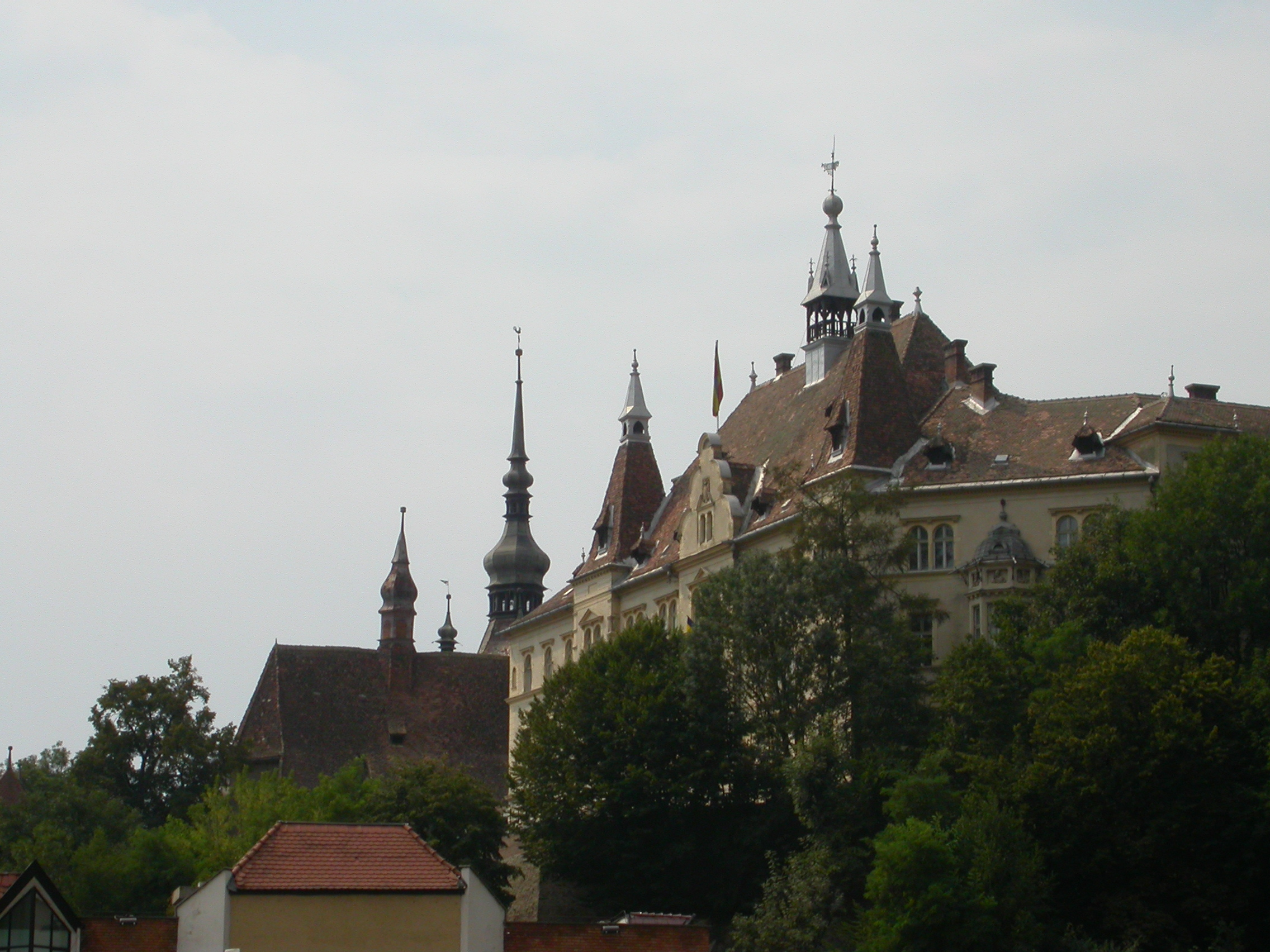
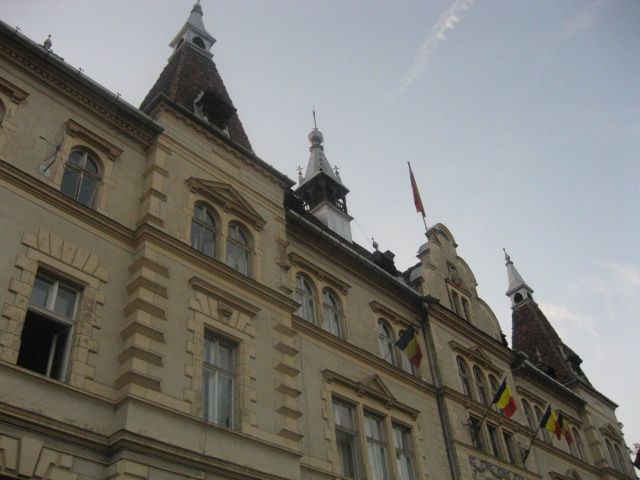
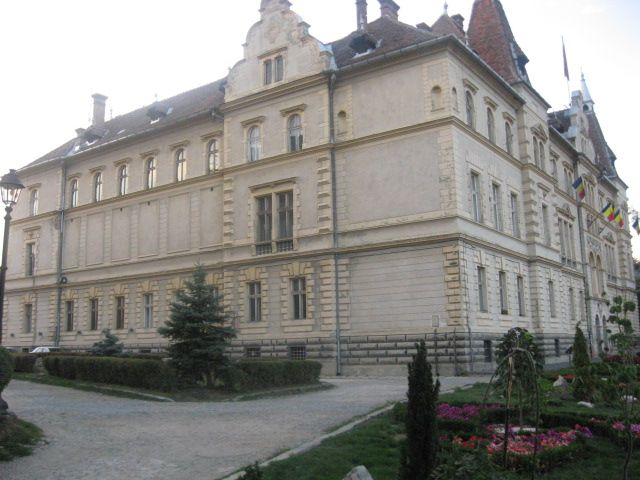
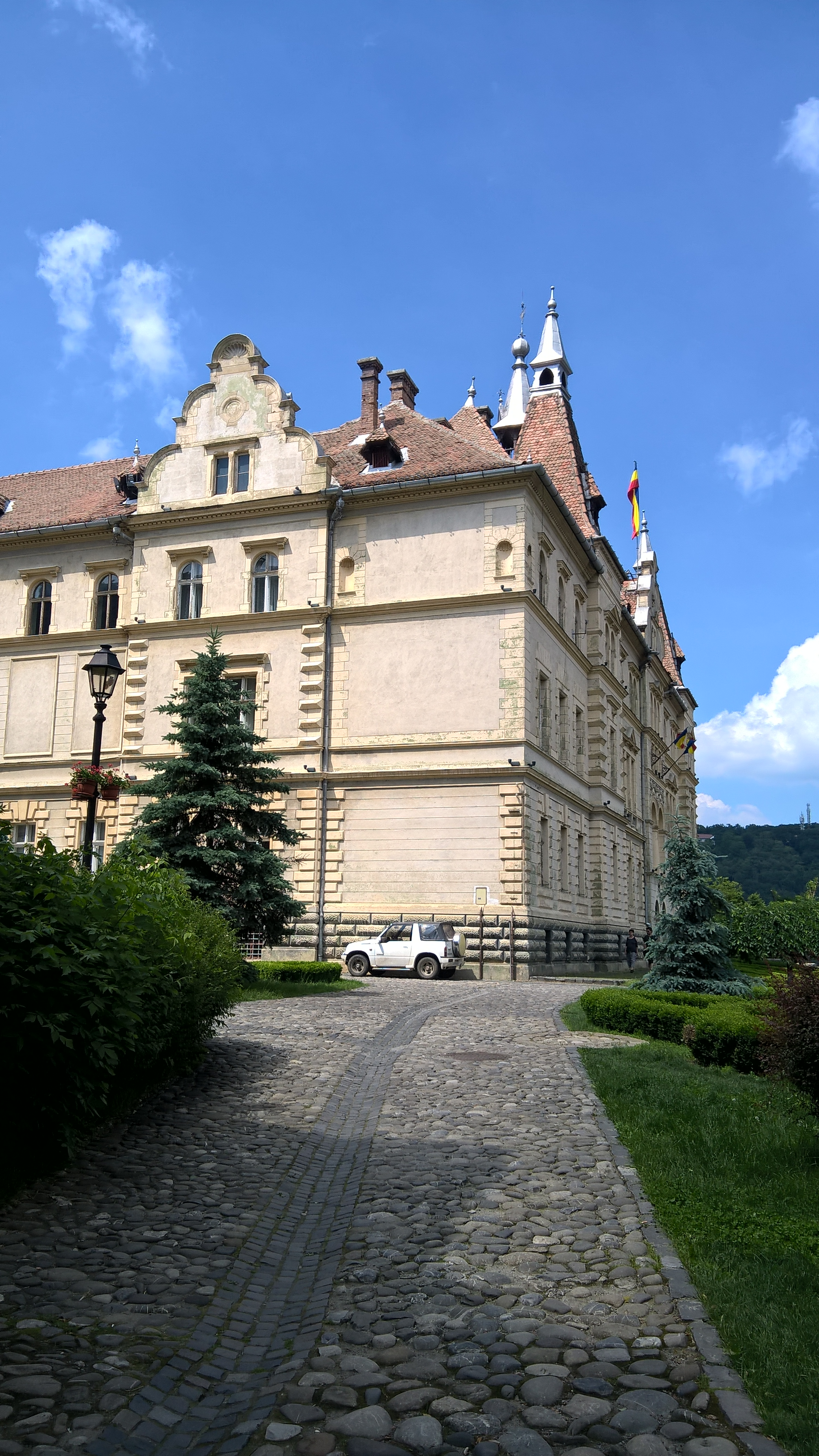